# Museum von Moskau

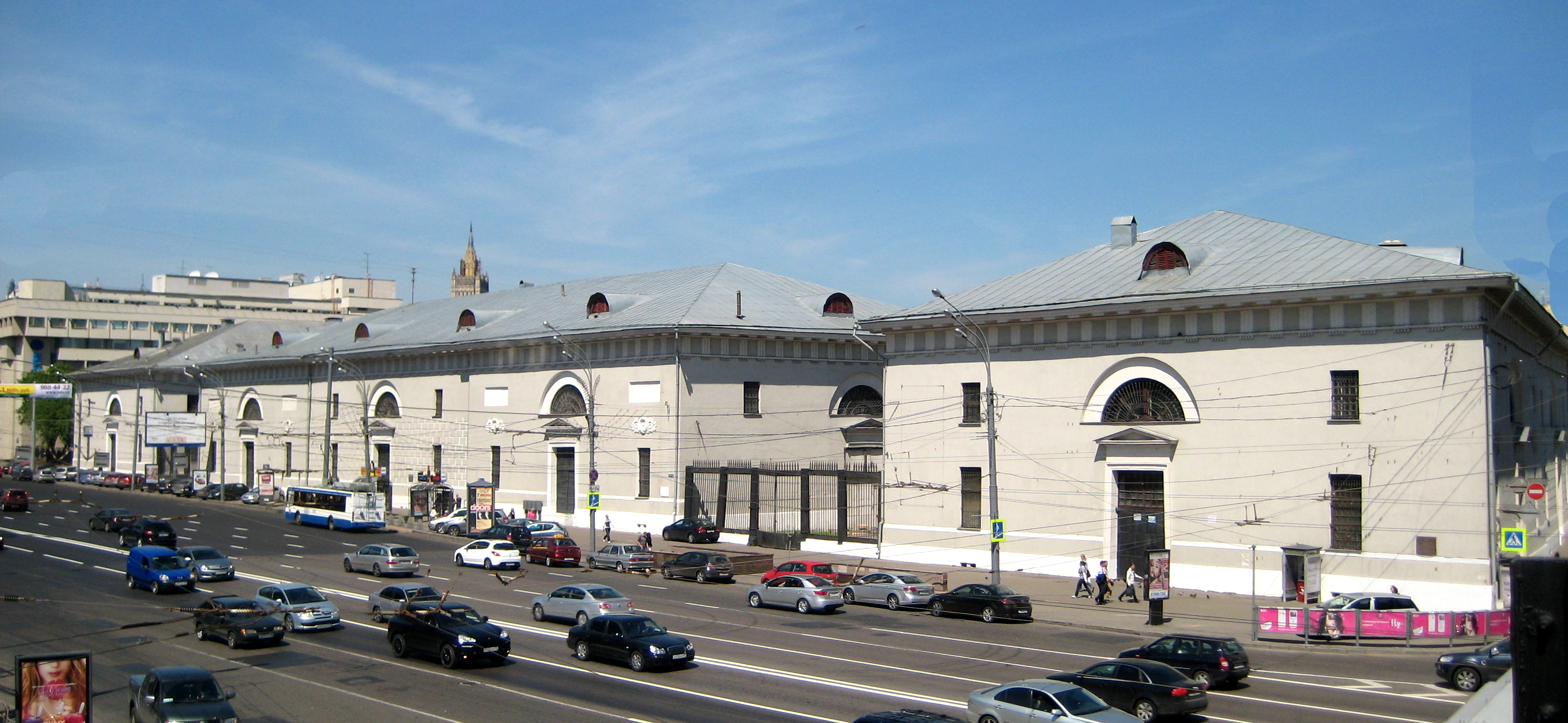
Historisches Museum Moskau

Das Museum von Moskau (früher: Museum der Geschichte Moskaus) (russisch Музей Москвы) besteht aus dem Lefortowo-Museum (historisches Museum), dem archäologischen Museum und dem Giljarowski-Center (Kunstmuseum). Es ist eines der ältesten Museen Moskaus.

## Geschichte
Das Museum wurde 1896 auf Initiative der Stadtduma als ein Museum der Moskauer Stadtwirtschaft eröffnet. Ab 1920 hieß es „Moskauer Kommunalmuseum“, in der Sowjetzeit von 1940 bis 1986 trug es den langen Titel „Das Museum der Geschichte und des Wiederaufbaus von Moskau“. 1986 wurde es in „Museum der Geschichte von Moskau“ umbenannt.
Ab 1892 befand sich das Museum in den Krestowski-Wassertürmen, die jedoch in den 1940er Jahren abgetragen wurden. 1934 zog das Museum in die Kirche „Evangelist Johannes unter der Ulme“ um. Seit 1946 führt das Museum archäologische Forschungen durch, organisiert historische Ausflüge zur Alltagsgeschichte der Stadt und leitet die Arbeit des „Klubs der jungen Archäologen“.

## Sammlung und Ausstellungen
Sein Fokus liegt auf der Geschichte Moskaus, gleichzeitig hat es sich zu einem Zentrum für zeitgenössische Kunst entwickelt und zeigt regelmäßig Positionen gegenwärtiger russischer und internationaler Künstlerinnen und Künstler.
Die Sammlung des Museums beruht auf den Gegenständen, die von der Moskauer Stadtduma in der Allrussischen Kunst- und Industrieausstellung 1896 in Nischni Nowgorod ausgestellt worden waren. Es umfasst etwa 800.000 Werke und Objekte. Eine umfangreiche Sammlung von Fotografien zeigt die wichtigsten Ereignisse Moskaus seit Mitte des 19. Jahrhunderts bis in die Gegenwart.